# Scout delle Nazioni Unite
Gli Scout delle Nazioni Unite sono stati un'associazione scout esistente dal 1945 agli anni '80 per le famiglie dei diplomatici delle Nazioni Unite (ONU) con sede a Ginevra e New York.

## Storia

### Prologo
In una vignetta a pagina intera della rivista Punch del luglio 1929, intitolata "Pattuglie della Pace", la Società delle Nazioni, rappresentata come una dea, volge lo sguardo al 3º Jamboree mondiale dello scautismo, che si tiene a Birkenhead, nel Merseyside, in Inghilterra, dicendo:
Con le congratulazioni della rivista al fondatore dello scautismo, Robert Baden-Powell, per la portata internazionale della sua opera.

Successivamente, uno dei primi numeri del giornale Cass City Chronicle affermava, al 1945:
l termine "Nazioni Unite" fu usato all'epoca per riferirsi agli Alleati della seconda guerra mondiale, essendo stato originariamente coniato a tale scopo dal Presidente degli Stati Uniti d'America Franklin D. Roosevelt nel 1942.

### Fondazione e crescita
Molte delle famiglie dei funzionari delle delegazioni internazionali dell'Organizzazione delle Nazioni Unite (ONU) erano per la maggior parte alloggiate in una zona del Queens chiamata Parkway Village, situata all'incrocio tra la Grand Central Parkway e la Long Island Expressway. All'interno di questa comunità c'era la scuola pubblica 117. Fu in questa scuola che i reparti scout UN Troop 1 (fondata nel marzo 1948) e UN Troop 2 (fondata nel maggio 1949) avrebbero tenuto le loro riunioni e molti dei loro eventi, coinvolgendo anche i figli dei diplomatici del blocco orientale. I ragazzi hanno partecipato a campi nel fine settimana al Campo Scout Alpino, nel New Jersey, nonché tenuto un campo estivo nel 1949 a Camp Eagle, nel Berkshire County Council, a Pittsfield, Massachusetts.
Nel 1950 l'organizzazione degli Scout delle Nazioni Unite divenne ufficialmente membro dell'Organizzazione Mondiale del Movimento Scout (WOSM) andando difatti anche a partecipare, l'anno seguente, al 7º Jamboree mondiale dello scautismo di Bad Ischl in Austria.
Nel 1957, con un censimento di 48 membri, partecipò anche al cinquantesimo anniversario dello scautismo festeggiato col 9º Jamboree mondiale dello scautismo a Sutton Park nel Regno Unito.
Uno degli ultimi eventi si è tenuto l'8 febbraio 1974, quando si svolse la Giornata Scout delle Nazioni Unite presso l'edificio del quartier generale di Manhattan, in collaborazione con il Greater New York Council dei Boy Scouts of America.

### Oggi
Scautismo e guidismo hanno continuato ad intrattenere ottimi rapporti con le Nazioni Unite, specialmente l'Organizzazione Mondiale del Movimento Scout (WOSM), l'Associazione Mondiale Guide ed Esploratrici (WAGGGS) e l'International Scout and Guide Fellowship (ISGF) con l'Alto Commissariato delle Nazioni Unite per i rifugiati (UNHCR) e con l'UNESCO.